# Camilo Cándido
Camilo Damián Cándido Aquino (Montevideo, Uruguay, 2 de junio de 1995) es un futbolista uruguayo que juega de Lateral para el Atlético Nacional de Categoría Primera A de Colombia.

## Clubes
Actualizado al último partido jugado el 16 de junio de 2025.
| Club              | Años      | PJ  | Goles | Asist. |
| ----------------- | --------- | --- | ----- | ------ |
| Rampla Juniors    | 2015-2019 | 92  | 1     | 6      |
| Liverpool         | 2019-2021 | 61  | 3     | 12     |
| Nacional          | 2021-2023 | 96  | 7     | 19     |
| Bahía             | 2023      | 19  | 1     | 2      |
| Cruz Azul         | 2024      | 38  | 1     | 1      |
| Atlético Nacional | 2025-Act  | 29  | 0     | 5      |
| Total             | Total     | 335 | 13    | 45     |

## Selección nacional

#### Participaciones en Copa América
| Torneo            | Sede   | Resultado        | Partidos | Goles |
| ----------------- | ------ | ---------------- | -------- | ----- |
| Copa América 2021 | Brasil | Cuartos de final | 0        | 0     |

## Palmarés

### Campeonatos Estaduales
| Título            | Club                | Sede  | Año  |
| ----------------- | ------------------- | ----- | ---- |
| Campeonato Baiano | Esporte Clube Bahia | Bahía | 2023 |

#### Campeonatos nacionales
| Título                | Club              | País     | Año    |
| --------------------- | ----------------- | -------- | ------ |
| Supercopa Uruguaya    | Nacional          | Uruguay  | 2021   |
| Primera División      | Nacional          | Uruguay  | I-2022 |
| Primera División      | Nacional          | Uruguay  | C-2022 |
| Campeonato Uruguayo   | Nacional          | Uruguay  | 2022   |
| Superliga de Colombia | Atlético Nacional | Colombia | 2025   |